# 阿壩羌寨碉群
阿壩羌寨碉群位於四川省理縣、茂縣、汶川縣，文物年代為明至清。2006年5月25日列為第六批全國重點文物保護單位，歸入第五批全國重點文物保護單位直波碉樓。包括布瓦黃土碉群（汶川縣）、桃坪羌寨碉群（理縣）、鷹嘴河寨碉樓（茂縣）。